# Charles Joseph Devillers
Charles Joseph Devillers of de Villers (Rennes, 24 juli 1724 – Lyon, 3 januari 1810) was een Franse natuuronderzoeker.
Charles Devillers was lid van de Académie des sciences, belles-lettres et arts in Lyon van 1764 tot 1810. Hij was aan de universiteit in die stad hoogleraar in de natuurkunde en wiskunde. Hij had een rariteitenkabinet, waaronder een groot herbarium en een door hemzelf en zijn echtgenote, mlle Chantepinot, verzamelde collectie insecten, en was geïnteresseerd in natuurlijke historie (de levenloze natuur en de levende natuur). Hij publiceerde in 1789 Caroli Linnaei Entomologia, een bewerking en uitbreiding van het werk over insecten van Linnaeus. Hij was een vriend en regelmatig bezoeker van Philibert Commerson (1727-1773), Jean-Emmanuel Gilibert (1741-1814) en Marc Antoine Louis Claret de La Tourrette (1729-1793).
- Bibliothèque nationale de France: cb12084341g (data)
- Gemeinsame Normdatei: 124585647
- International Standard Name Identifier: 0000 0000 3949 6577
- Library of Congress Control Number: n2002065656
- Nationale Bibliotheek van Tsjechië: ola2013769790
- Nationale Bibliotheek van Israël: 987012364366705171
- Nederlandse Thesaurus van Auteursnamen: 240555600
- Réseau des bibliothèques de Suisse occidentale: 02-A012334360
- LIBRIS: 350161
- SNAC: w6hv90st
- Système universitaire de documentation: 029159350
- Virtual International Authority File: 73878931
- WorldCat: E39PBJfCq39ttmdPp8fcjrDg8C